# 腰
腰（こし）とは、大まかな意味では脊柱の下部から骨盤までを指すが、解剖学的には腰椎周囲の背部を指す。側腹筋・後腹筋などの腹筋群、浅背筋・深背筋など背筋群や腱膜が重なり合うことで強固な筋肉機構を作り上げており、体幹の屈曲・伸展・回旋等に非常に重要な役割を持つ。英訳は一般的にはwaist（ウエスト）だが、胴回りを指す"waist"と背中の下部を指す日本語の「腰」では指している意味は一致しない。

## 腰部を構成する筋肉群

### 側腹筋
- 内腹斜筋
- 腹横筋

### 後腹筋
- 腰方形筋

### 浅背筋
- 広背筋

### 深背筋・第1層（棘肋骨）
- 下後鋸筋

### 深背筋・第2層（固有背筋）
- 脊柱起立筋（腸肋筋・最長筋・棘筋）